# Albert Voorhies
Albert Voorhies (* 1829; † 1913) war ein US-amerikanischer Jurist und Politiker. Zwischen 1864 und 1866 war er Vizegouverneur des Bundesstaates Louisiana unter der Militärverwaltung der Unionsstreitkräfte.

## Werdegang
Albert Voorhies wurde im Jahr 1829 als Sohn eines Richters geboren und absolvierte das St. Charles College. Später studierte er bis 1847 an der Transylvania University. Nach einem Jurastudium und seiner Zulassung als Rechtsanwalt begann er in diesem Beruf zu arbeiten. Nach dem Tod seines Vaters im Jahr 1859 übernahm er dessen Richterstelle am Louisiana Supreme Court. Gegen Ende des Bürgerkrieges wurde er Mitglied der Republikanischen Partei.
Nachdem der Vizegouverneur des von der Union kontrollierten Teils des Staates Louisiana James Madison Wells zum neuen Gouverneur aufrückte und damit den zurückgetretenen George Michael Hahn ersetzte, wurde Voorhies neuer Vizegouverneur. Dieses Amt bekleidete er zwischen 1864 und 1866. Dabei war er Stellvertreter des Gouverneurs und Vorsitzender des Staatssenats. Anschließend war er wieder juristisch tätig. In den Jahren 1884 und 1886 gehörte er dem Gesundheitsausschuss seines Staates an. Danach war er 1887 und 1888 Richter am Bezirksgericht in New Orleans. Er starb im Jahr 1913.